# Micarea lutulata
Micarea lutulata är en lavart som först beskrevs av William Nylander och som fick sitt nu gällande namn av Brian John Coppins. 
Micarea lutulata ingår i släktet Micarea och familjen Pilocarpaceae. Inga underarter finns listade i Catalogue of Life.
I den svenska databasen Dyntaxa används istället namnet Lecidea laxula för samma taxon. Arten är reproducerande i Sverige.